# Me‘arat HaPa‘amon
Me‘arat HaPa‘amon (hebreiska: מערת הפעמון) är en grotta i Israel.   Den ligger i distriktet Haifa, i den norra delen av landet. Me‘arat HaPa‘amon ligger 142 meter över havet.
Terrängen runt Me‘arat HaPa‘amon är platt åt sydväst, men åt nordost är den kuperad.Runt Me‘arat HaPa‘amon är det ganska tätbefolkat, med 230 invånare per kvadratkilometer. Närmaste större samhälle är El Fureidīs, 3,7 km sydväst om Me‘arat HaPa‘amon. Trakten runt Me‘arat HaPa‘amon består till största delen av jordbruksmark.